# Ajjub Namdari
Mohammad Ajjub Namdari (pers. محمد ایوب نامداری) – irański zapaśnik w stylu klasycznym. Zdobył srebrny medal na mistrzostwach Azji w 1995 roku.